# 訶梨跋摩二世
訶梨跋摩二世（梵文名，Harivarman II，?—?），占婆（占城）11世紀初期国王。
《宋史》记载他名为施离霞离鼻麻底（尸嘿排摩惵），1010年，遣使朱氵孛礼朝贡宋朝。1011年，遣使贡狮子。使者留下二人豢养，宋真宗怜其怀土，厚给资粮遣还。1015年，遣使波轮诃罗帝来贡。1018年，遣使罗皮帝加以象牙七十二株、犀角八十六株、玳瑁千片、乳香五十斤、丁香花八十斤、豆蔻六十五斤、沉香百斤、笺香二百斤、别笺一剂六十八斤、茴香百斤、槟榔千五百斤来贡。1019年，使还，诏赐银四千七百两并戎器鞍马。1021年，越南李公蕴命儿子开天王李佛玛率兵南侵，进攻占婆布政寨地区，杀当地“布令”。